# 大橋昭一
大橋昭一（おおはし しょういち、1932年〈昭和7年〉3月7日- ）は、日本の経営・観光学者。関西大学名誉教授・大阪観光大学名誉教授・和歌山大学名誉教授。

## 人物
愛知県生まれ。1955年和歌山大学経済学部卒、1960年神戸大学大学院経営学研究科博士課程満期退学、67年「ドイツ経営共同体論史研究 ドイツ規範的経営学研究序説」で経営学博士の学位を取得。1957年関西大学商学部助手、60年専任講師、63年助教授、70年教授、2000年名誉教授、大阪明浄大学観光学部教授・副学長・学部長。大阪観光大学名誉教授、2008年和歌山大学観光学部長、同名誉教授。観光学術協会初代会長。
2011年4月瑞宝中綬章受章。

## 著書
- 『ドイツ経営共同体論史 ドイツ規範的経営学研究序説』中央経済社 1966
- 『経営学理論』中央経済社 1992
- 『ドイツ経済民主主義論史』中央経済社 1999
- 『観光の思想と理論』文眞堂 2010

### 共編著
- 『現代技術と企業労働』石田和夫共編著 ミネルヴァ書房 講座経営経済学 1978
- 『経営参加の思想』奥田幸助、奥林康司共著 有斐閣新書　1979
- 『経済民主主義と経営参加』長砂実共編著 関西大学経済・政治研究所・ミネルヴァ書房、1981
- 『ドイツ経営学総論』吉田和夫共編著 中央経済社 1982
- 『経済民主主義と産業民主主義』長砂実共編著 関西大学経済・政治研究所 1985
- 『ドイツ経営学の展開』海道進共編著 千倉書房 1986
- 『基本経営学総論』吉田和夫共編著 中央経済社 1988
- 『情報化社会と企業経営』中辻卯一共編著 中央経済社 1988
- 『現代の個別資本理論』海道進共編著 千倉書房 1990
- 『経営学へのアプローチ』橘博共編著 ミネルヴァ書房 1991
- 『現代のドイツ経営学』編著 税務経理協会 1991
- 『現代の経営と管理』奥田幸助,井上昭一共編著 ミネルヴァ書房　1992
- 『基本経営学用語辞典』吉田和夫共編著 同文館出版 1994
- 『現代基本経営学総論』吉田和夫共編著 中央経済社 1995
- 『日本的経営とドイツ的経営』小田章, G. シャンツ共編著 千倉書房 1995
- 『日本的経営の解明』小田章共編著 千倉書房 1995
- 『ニックリッシュの経営学』編著 渡辺朗監訳 同文館出版,1996
- 『現代ドイツ経営経済学』海道進,吉田和夫共編著 税務経理協会 1997
- 『現代経営学理論』渡辺朗共著 中央経済社 1999
- 『日本とドイツの経営』深山明,海道ノブチカ共編著 税務経理協会 1999
- 『サービスと観光の経営学』渡辺朗共著 同文舘出版 2001
- 『現代のチーム制 理論と役割』竹林浩志共編著 同文舘出版 2003
- 『ホーソン実験の研究 人間尊重的経営の源流を探る』竹林浩志共編著 同文舘出版 2008
- 『現代の観光とブランド』編著 同文舘出版 2013
- 『観光学ガイドブック 新しい知的領野への旅立ち』橋本和也,遠藤英樹,神田孝治共編 ナカニシヤ出版 2014
- 『ここからはじめる観光学』山田良治, 神田孝治共編 ナカニシヤ出版 2016

### 翻訳
- G.シュミット『現代経営学批判 資本主義的経営経済学と経済社会政策の性格』ミネルヴァ書房 経営学選書 1960
- シェーンプルーク『経営経済学』奥田幸助共訳 有斐閣 1970
- ジョン・トライブ『観光経営戦略 戦略策定から実行まで』渡辺朗,竹林浩志共訳 センゲージラーニング 2007

## 論文
- ＜大橋昭一